# Kompaktbagger

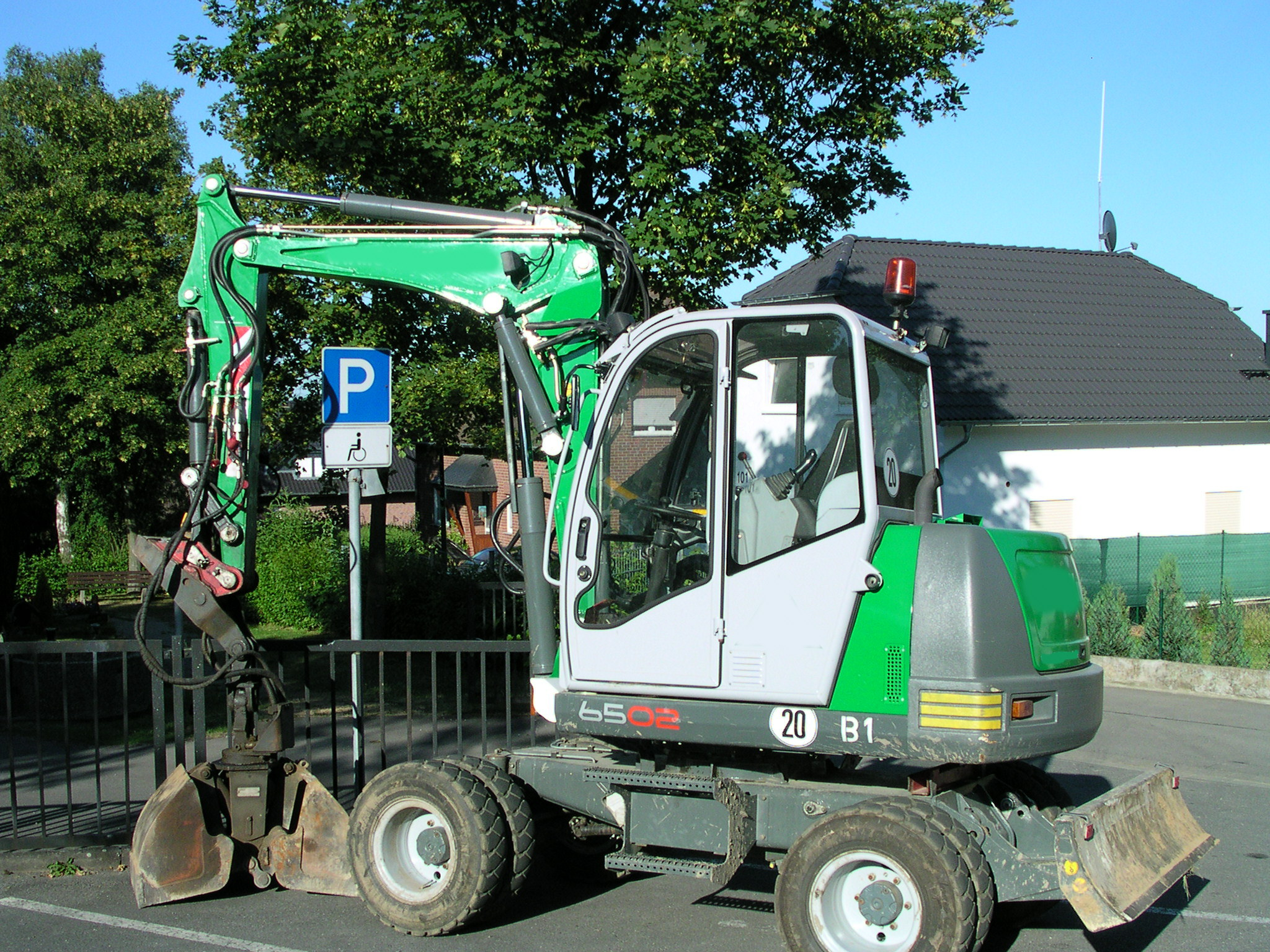
Kompaktbagger zeichnen sich durch hohe Leistungsfähigkeit und geringe Abmessungen aus.

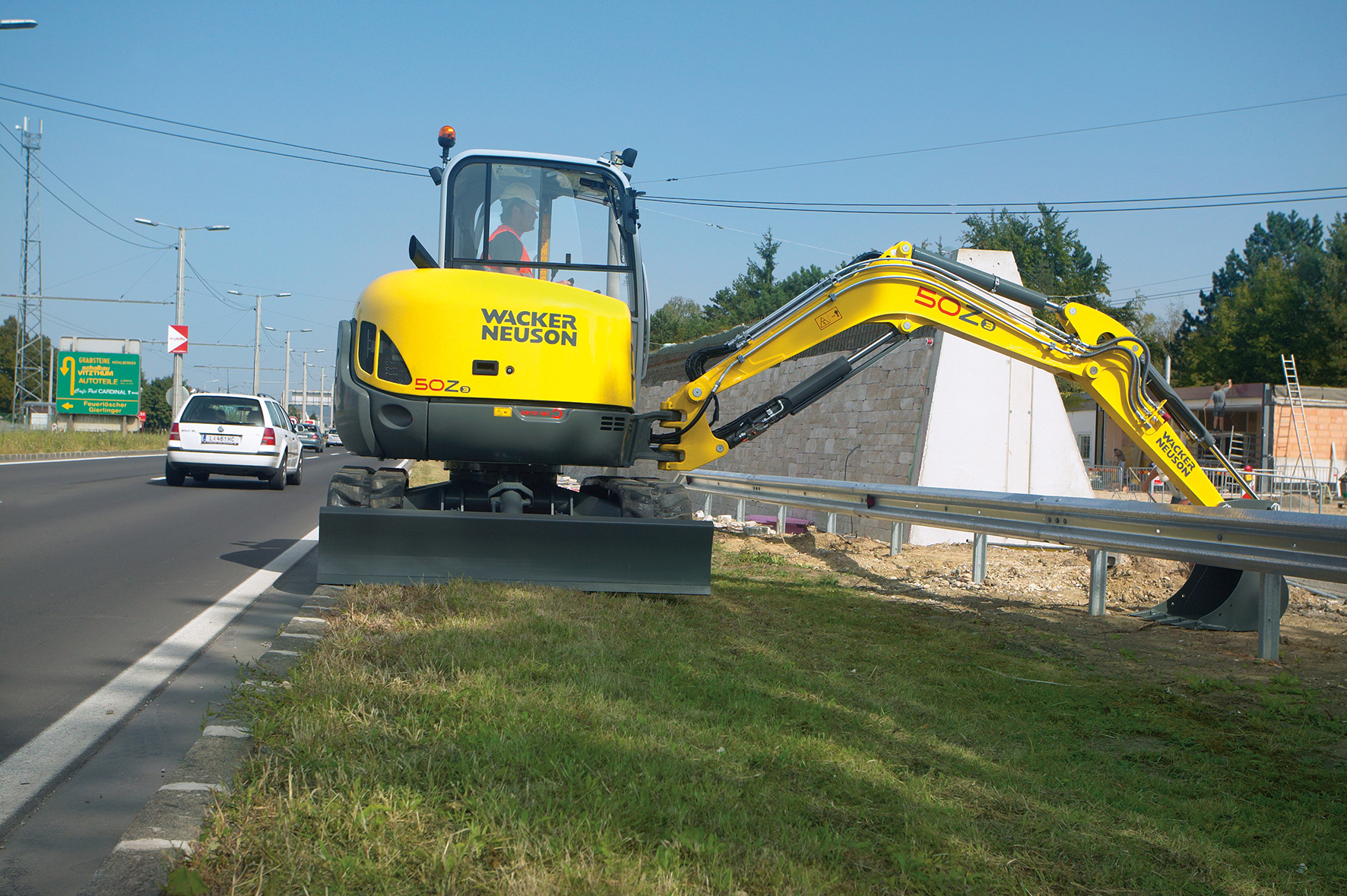
Kompaktbagger im Einsatz

Der Kompaktbagger, auch „Midibagger“ genannt, ist eine Baumaschine und wird im leichten Erdbau sowie im Garten- und Landschaftsbau verwendet. Die Bau- und Funktionsweise ist der eines Hydraulikbaggers sehr ähnlich. Gegenüber einem konventionellen Hydraulikbagger besitzt er geringere Abmessungen sowie ein geringes Betriebsgewicht. Eine noch kleinere Geräteklasse bilden die Minibagger, deren Leistung geringer ist als die von Kompaktbaggern.
Diese Geräteklasse trägt auch den Namen Hüllkreisbagger, da der Oberwagen während der Drehung an keinem Punkt über den Unterwagen hinausreicht. Diese Eigenschaft macht Einsätze in stark beengten Verhältnissen möglich und wird durch eine kompakte Bauweise im Heck des Oberwagens erreicht.

## Kennzahlen
Je nach Baugröße erreicht der Kompaktbagger eine Leistung von 35 bis 54 kW. Die Geräte können dabei ein Betriebsgewicht von 5 bis 10 t erreichen, mittlerweile sind auch Geräte mit den typischen Kompaktbaggereigenschaften im Bereich von 12 bis 14 Tonnen erhältlich. Die Leistung und Grabgefäße wachsen entsprechend, die aus der Historie gewachsenen Grenzen verschwimmen zunehmend. Falls ein Tieflöffel als Grabgefäß verwendet wird, fasst dieser zwischen 0,1 und 0,6 m³.

## Technik und Ausstattung

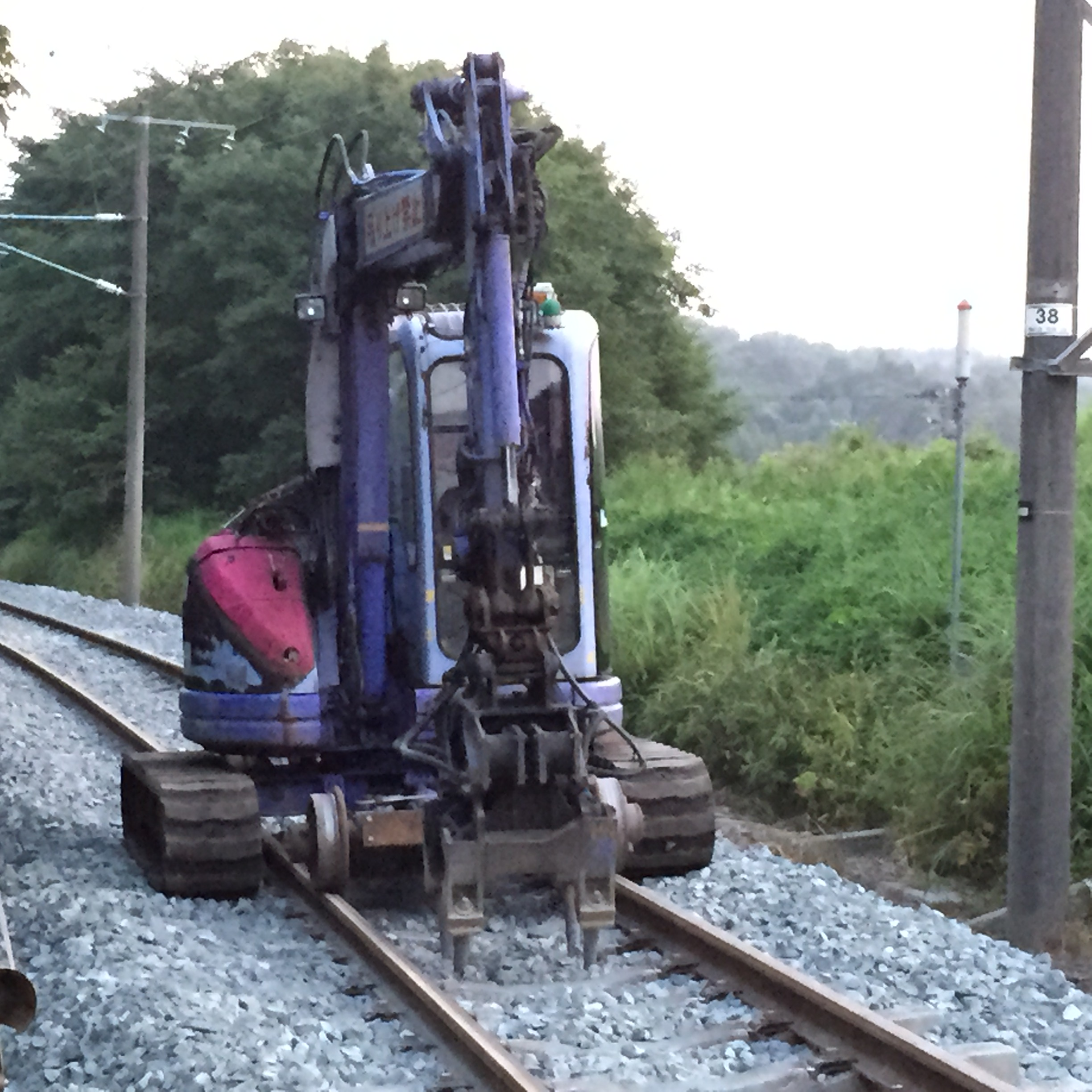
Zweiwege-Kompaktbagger

Die Maschine besteht aus einem Unterwagen und einem Oberwagen, welcher sich drehen lässt. Der Unterwagen kann entweder mit einem Kettenlaufwerk (meist als Gummikette ausgebildet) oder mit einem Radlaufwerk, für schnelleres Umsetzen ohne Tieflader, ausgestattet sein. Zur Stabilisierung und für kleine Planierarbeiten ist ein Räumschild am Unterwagen angebracht. Alternativ können auch zwei hydraulische Abstützungen vorhanden sein (bei Mobilgeräten, um die Standsicherheit und Traglast zu erhöhen, welche bei Mobilgeräten konstruktiv bedingt geringer ist wegen des höheren Schwerpunktes).
Der Ausleger ist in der Regel über ein Knickgelenk mit dem Oberwagen verbunden, es gibt aber auch Konstruktionen ähnlich dem Seitenversatzausleger bei größeren Baggern, Sonderlösungen mit Seitenversatz-Schwenkausleger, um Hüllkreisbagger zu realisieren, oder Sonderlösungen wie z. B. den Takeuchi TB80FR, welche den Schwenkausleger zusätzlich seitenversetzen können, um die Nachteile eines Hüllkreisbaggers und eines Schwenkauslegerbaggers zu vermeiden. Diese Konstruktion der Hüllkreis- oder Zerotails-Bagger ermöglicht Arbeitsvorgänge auf kleinstem Raum sowie seitenversetztes Arbeiten (etwa an einer Hauswand entlang oder Grabarbeiten entlang der Außenkante des Unterwagens). Durch die Verwendung von verschiedenartigen Anbaugeräten erweitert sich das Einsatzspektrum nochmals. Diese können vom Tieflöffel, Schwenklöffel, Mulcher, Aufreißzahn oder Wurzelzahn über die Asphalt- oder Baumstubbenfräse bis hin zum Hydraulikhammer reichen.
Das Anbauprogramm ist für die Midibagger somit das im europäischen Raum am besten verbreitete, da die Bagger zwischen den Mini- und „normalen“ Baggern stehen und deren unteren Bereich zunehmend übernehmen. Mit den größeren Midibaggern sind mittlerweile auch Baugrubenaushube für Einfamilienhäuser realisierbar, was bislang eine Domäne der Bagger ab 16 Tonnen war.